# Tom Clancy Splinter Cell: L'infiltrato
Tom Clancy Splinter Cell: L'infiltrato è un romanzo scritto da David Michaels con la collaborazione di Tom Clancy. È l'ultimo uscito dei cinque romanzi che hanno come tema lo spionaggio americano messo in relazione ai più recenti conflitti che l'America si trova ad affrontare.
Il romanzo ha una trama molto avvincente, grazie anche all'uso della terza persona.

## Trama
Non c'è più posto per Sam Fisher in Third Echelon, la segretissima agenzia per la sicurezza nazionale degli Stati Uniti. Su di lui pesa l'accusa infamante di aver tradito e ucciso il suo capo, e ora l'ex agente operativo Splinter Cell è costretto a una vita da mercenario. Ma quando, da una fabbrica in cui i cinesi clonano clandestinamente le più avanzate tecnologie occidentali, scompare una partita di armi ad altissimo potenziale distruttivo, per Fisher è l'occasione di riscatto. Solo il miglior agente Splinter Cell, una macchina da guerra programmata per uccidere, può sventare la minaccia che il furto dell'Arsenale Laboratorio 738 porta con sé: un conflitto planetario dalle conseguenze apocalittiche. Fisher ha infatti scoperto che il prezioso carico sarà messo all'asta in una località segreta della Siberia, dove se lo contenderanno i gruppi terroristici più pericolosi del mondo. Per fermarli affronterà una missione al limite del doppio gioco. Perché un altro nemico, che conosce alle perfezione le sue tattiche e le sue armi, lo sta braccando: una squadra Splinter Cell decisa a catturarlo vivo o morto...

## Il Protagonista
Sam Fisher è il primo agente scelto di Third Echelon. Costretto a vivere nella completa segretezza per ragioni di "lavoro", non può costruirsi più una vita privata dopo il primo matrimonio da cui è nata Sarah. È una vera e propria macchina da guerra, sa usare le armi più complicate - ad esempio il suo SC20K - come nessun altro, è esperto di arti marziali (Krav Maga) e soprattutto è dotato di uno specialissimo senso dell'humor che diverte per tutta la durata del libro.

Il suo più grande tesoro è la figlia, perché in fondo, sotto la "scorza" da duro, c'è un cuore tenero.
Il suo lavoro preferito è il lavoro pulito, "senza vittime", ma questo non vuol dire che non abbia dimestichezza con le armi, al contrario, Sam Fisher è un vero duro.

## Altri Personaggi
- Anna Grimsdottir
- Allen Ames
- Ben Hansen
- Maya Valentina
- Kimberly Gillespie
- Nathan Noboru
- Romain Doucet
- Rodolphe Vernier
- Marie Vernier
- Abelard Boutin
- Emmanuel Chenevier
- Louis Moreau
- Vesa Hytönen
- Yannick Ernsdorff
- Hans Hoffman
- Karlheinz van der Putten
- Charles Zahm
- Isobella
- Yuan Zhao
- Mikhail Bratus
- Michael Murdoch
- Aariz Qaderi
- Gothwhiler
- Horatio
- Terzo Lucchesi
- Calvino Graziani
- Adrik Ivanov
- Georges Blanden
- Avent Quentin
- Pierre Allard
- Andre Canivet
- Louis Royer

## Edizioni
- Tom Clancy, David Michaels, Tom Clancy Splinter Cell: L'infiltrato, collana Rizzoli romanzo, RCS Libri, 2010,  pp. 358, cap. 40 + epilogo, ISBN 978-88-17-04215-4.